# Sultanpur Lodhi
Sultanpur Lodhi es una ciudad de la India en el distrito de Kapurthala, estado de Punyab.

## Geografía
Se encuentra a una altitud de 217 m s. n. m. a 176 km de la capital estatal, Chandigarh, en la zona horaria UTC +5:30.

## Demografía
Según estimación 2010 contaba con una población de 16 958 habitantes.